# Exmoor-pony
Exmoor-ponyen er den ældste og mest primitive af de indfødte, britiske ponyer. Racen er også den mest rene, og flokke af dyrene lever stadig vildt på Exmoor-hederne i Devonshire.
Racen siges at have eksisteret siden før istiden, og den har overlevet pga. sin isolation i moseområderne, hvor den kun har ændret sig en smule. Dyrene har et intelligent og venligt temperament og egner sig derfor som rideponyer til børn, men de er stærke nok til at kunne bære en voksen. Racen er kraftigt bygget, stærk og udholdende. De udvoksede dyr bliver maks. 125 cm.

## Naturplejer
De hårdføre Exmoor-ponyer er flere steder sat ud i store indhegninger i naturen, da de er  er gode til at skabe og vedligeholde lysåben natur.   Hestene lever af græs,  buske og planter, og de kan på den måde sørge for at områderne ikke gror til og forbliver åbne. Samtidig gnaver hestene af træernes  bark, hvilket giver levesteder til insekter og biller. I Nationalpark Mols Bjerge blev der i 2016 udsat 16 vilde Exmoor-ponyer. 
Ved Dovns Klint på Sydlangeland lever ca. 60 vilde Exmoor-ponyer. Ti af Naturstyrelsens vilde heste fra Langeland blev i 2018 flyttet til Ulvshale på Møn.